# Tania González Peñas
Tania González Peñas (ur. 18 października 1982 w Avilés) – hiszpańska politolog i polityk, deputowana do Parlamentu Europejskiego VIII kadencji.

## Życiorys
Absolwentka nauk politycznych na Uniwersytecie Complutense w Madrycie. Podjęła pracę w branży szkoleniowej. Zaangażowała się w działalność organizacji feministycznych i związkowych.
W 2014 wystartowała w wyborach europejskich z szóstego miejsca na liście nowo utworzonej lewicowej partii Podemos, której przypadło pięć mandatów. Eurodeputowaną została we wrześniu tego samego roku, gdy z zasiadania w PE zrezygnował Carlos Jiménez Villarejo. Przystąpiła do Zjednoczonej Lewicy Europejskiej – Nordyckiej Zielonej Lewicy. Mandat wykonywała do 2019. Działała też w samorządzie miejscowości Avilés, w 2022 zrezygnowała z aktywności politycznej.